# Gorica (ruralna cjelina)
Ruralna cjelina Gorica, ruralna cjelina zaseoka Gorice, dio naselja Lokve Rogoznice, na području Grada Omiša.

## Povijest
Zaseok Gorica je smješten pod liticama planine Mosora. U središtu naselja koje ima formu izdužene elipse nalazi se bunar s krunom na kojoj je uklesana 1738. godina, kameni turanj za vino i toč za masline. Kuće su katnice građene od kamena grube obrade. U prizemlju su konobe u koje se pristupa kroz dvokrilna vrata s nadvojem izvedenim od više radijalno postavljenih kamenih segmenata. Prozori i vrata na katu su uokvireni kamenim pragovima. Dvostrešna drvena krovišta pokrivena su kamenom pločom. U naselju se ističe "popovska kuća".

## Zaštita
Pod oznakom RST-0734-1973. zavedena je kao nepokretno kulturno dobro - kulturno-povijesna cjelina, pravna statusa zaštićena kulturnog dobra, klasificirano kao "kulturno-povijesna cjelina".